# ルートヴィヒ2世 (バイエルン王)
ルートヴィヒ2世（Ludwig II., 1845年8月25日 - 1886年6月13日）は、第4代バイエルン国王（在位：1864年 - 1886年）。戯曲・オペラに魅了され、長じては建築と音楽に破滅的浪費を繰り返した「狂王」の異名で知られる。ノイシュヴァンシュタイン城やバイロイト祝祭劇場を残し、後者には文字通り世界中より音楽愛好家が集まっている。若い頃は美貌に恵まれ、多くの画家らによって描かれた。

## 生涯

### 即位以前

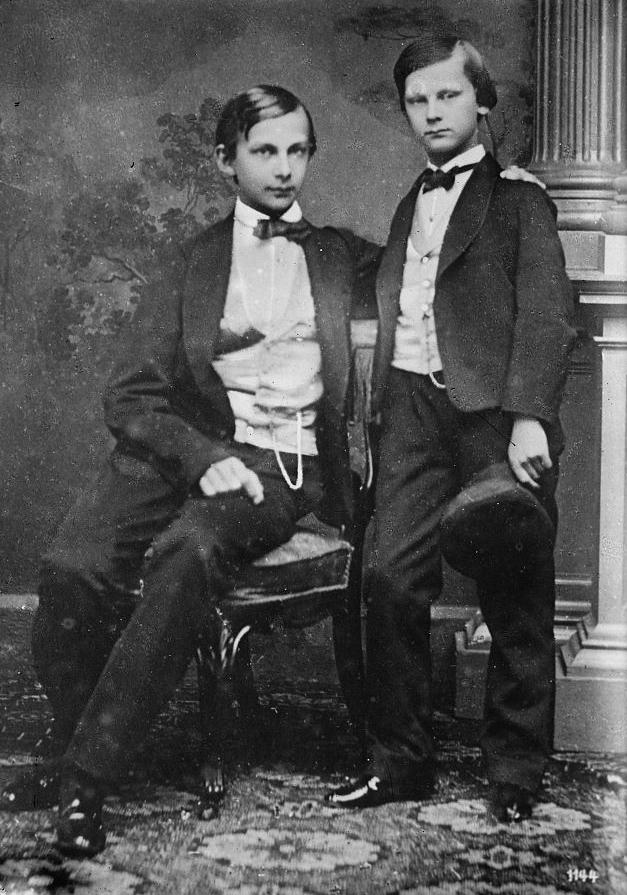
幼少期のルートヴィヒと弟オットー

父マクシミリアン2世とプロイセン王女で福音主義教会信徒（1874年にカトリックに改宗）のマリーとの間にニンフェンブルク城で生まれた。3年後の1848年に弟オットー1世が生まれるが、同年に祖父ルートヴィヒ1世が退位し、それに伴い父が国王として即位した。祖父と同じ名を持つルートヴィヒは王太子となったが、父が執務で忙しかったため、彼は余暇を戯曲（シラー、ゲーテ、シェイクスピア、ワーグナーなど）やニーベルンゲンの歌などの伝説を読んで過ごし、それらから大きな影響を受けた。
1863年8月にミュンヘンの宮殿で、プロイセン王国の首相ビスマルクと会見した。その後ルートヴィヒとビスマルクは対面することがなかったが、ビスマルクは執務室にルートヴィヒ2世の絵を飾るほど好意を寄せ、ルートヴィヒは友情に近い尊敬の念を持っていたといわれる。
ルートヴィヒ2世は近侍させた美青年たちを愛し、女性を嫌忌していたが、自分と同じヴィッテルスバッハ家の一族であるオーストリア皇后エリーザベトだけには、女性でありながら唯一心を許していた。彼女もまたルートヴィヒ2世と同じく堅苦しい宮廷を嫌い、逃避行を繰り返していた。王の将来を心配していたエリーザベト皇后は、自分の妹ゾフィー・シャルロッテを王妃として推薦し、1864年1月、ルートヴィヒはゾフィーと婚約した。挙式はルートヴィヒの誕生日の8月25日と決まったが、まず10月12日に延期され、さらに11月28日へと再延期された。ゾフィーの父、マクシミリアンは今度日程を伸ばしたら婚約の話は無かったことにすると最後通告を送ったが、ルートヴィヒはこれに立腹し婚約を解消した。ルートヴィヒのこの態度にエリーザベトは怒りを覚え、彼と絶縁したという。

### 治世

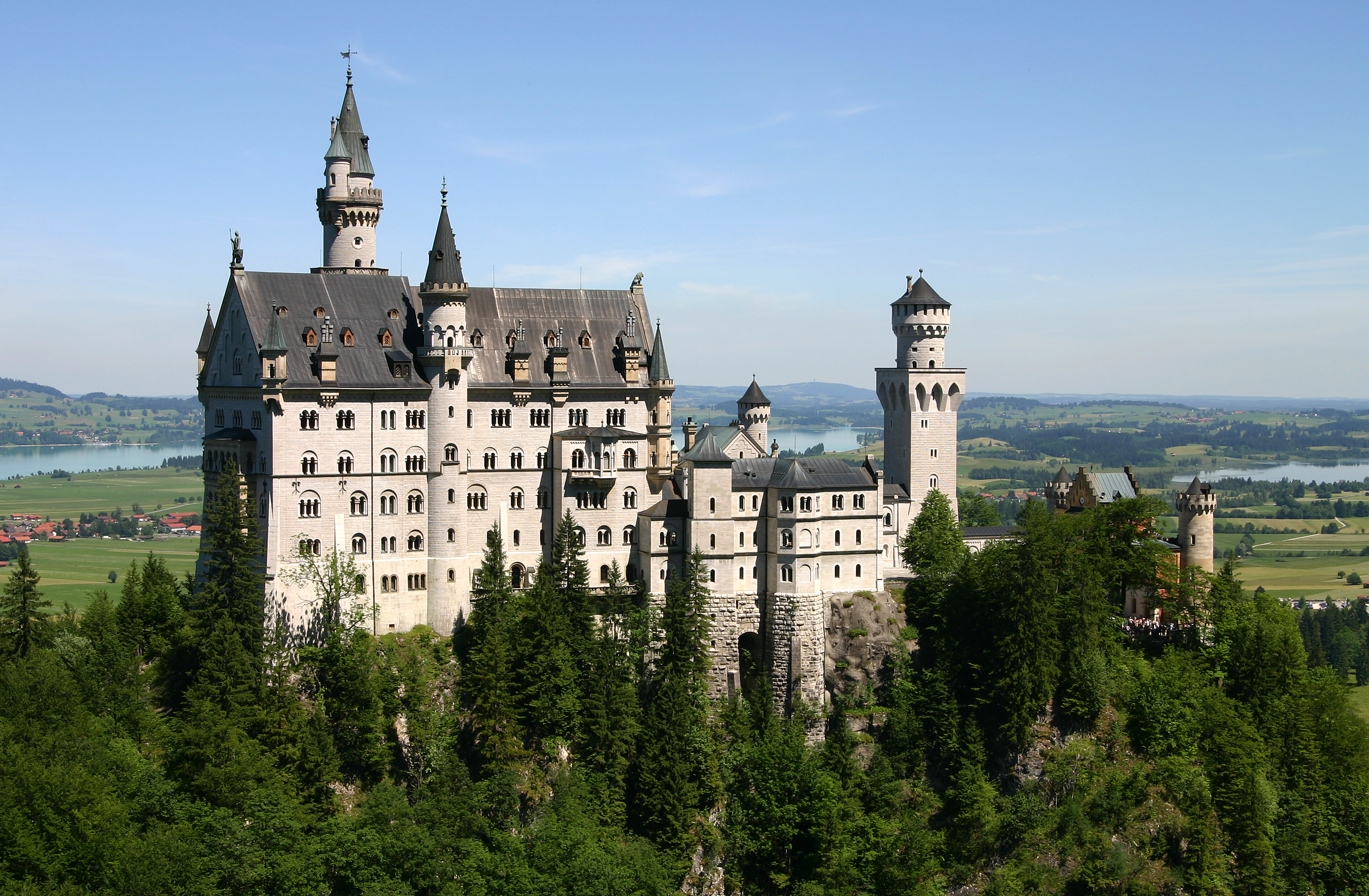
ノイシュヴァンシュタイン城

1864年3月10日、マクシミリアン2世が崩御し、バイエルン王となった。即位したルートヴィヒは早速、王の仕事として宮廷秘書のフランツ・ゼーラフ・フォン・プフィスターマイスターに命じ、幼少の頃から憧れだった作曲家ワーグナーを宮廷に呼び招いた。当時放蕩が祟って経済的に苦しかったワーグナーにとってこれは願ってもない話だったが、多くの家臣は悪い噂が流れていたワーグナーの招聘を快く思わなかった。
結局ルートヴィヒは家臣の反対を受け入れ、1865年12月、ワーグナーを一時追放した。その後、執務を嫌うようになり、幼い頃からの夢だった騎士伝説を具現化すべく、中世風のノイシュヴァンシュタイン城など豪華な建築物に力を入れるようになった。また彼はフランスのルイ14世を敬愛しており、湖上の島を買い取ってヴェルサイユ宮殿を模したヘレンキームゼー城を建設したほか、大トリアノン宮殿を模したリンダーホーフ城を建設した。ちなみにルートヴィヒ2世は歯が悪かったが、ルイ14世も同様に歯が悪かったので、むしろそれを喜んでいたと言われている。多数の凝った城・宮殿を築いたことから、「（バイエルンの）メルヘン王」などと呼ばれるほどである。
1866年、普墺戦争が勃発し、バイエルンはオーストリア帝国側で参戦することになった。戦争を嫌うルートヴィヒは退位さえ考えたが、結局、議会の要求通り動員令に署名した。戦争には敗れ、参戦に反対していたルートヴィヒの国内外での立場は相対的に良くなったものの、バイエルンはプロイセンに対して多額の賠償金を支払うことになった。

### 廃位と謎の死
1870年、普仏戦争で弟オットーが精神に異常をきたした。ルートヴィヒはますます現実から逃れ自分の世界にのめり込み、昼夜が逆転した生活を送るようになった。王は一人で食事を取り、あたかも客人が来ているかのように語っていたり、夜中にそりに乗って遊んでいたところを地元の住民に目撃されたと伝えられている。
危惧を感じたバイエルン政府はルートヴィヒ2世の廃位を計画し、1886年6月12日に彼を逮捕し廃位した。代わりに政治を執り行ったのは叔父の摂政ルイトポルト公だった。ルートヴィヒはベルク城に送られ、翌日の6月13日にシュタルンベルク湖で、医師のベルンハルト・フォン・グッデンと共に散歩に出た少し後で、その医師と一緒に水死体となって発見された。その死の詳細については未だ謎のままである。その知らせを受けたエリーザベト皇后は「彼は決して精神病ではありません。ただ夢を見ていただけでした」と述べている。
生前ルートヴィヒは「私が死んだらこの城（ノイシュヴァンシュタイン城）を破壊せよ」と遺言していた。それは彼が城を自分の世界の中だけに留めたいという思いからきた願いだったが、摂政ルイトポルトは城を壊さずにむしろ地元の住民に開放した。現在でも文化財として保全されバイエルン地方随一の観光資源となっている。

## ルートヴィヒ2世の精神病について

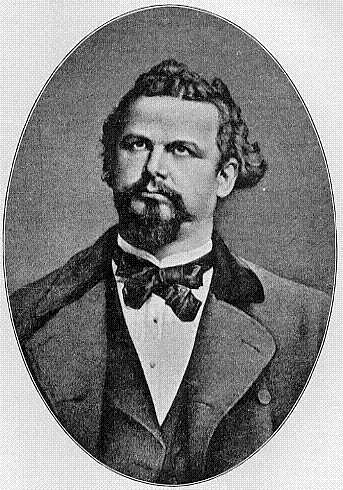
晩年のルートヴィヒ2世

ルートヴィヒ2世は精神病を理由に廃位されたが、実際にはバイエルン内閣と築城の負債問題を巡って対立状態にあったことがその真の理由だったといわれる。ルートヴィヒ2世は予想以上に膨らんだ築城費を賄うため、国王官房金庫を担保に銀行などで借金を重ねたが、それでも行き詰まると、資金問題の解決をバイエルン財務相に迫り、バイエルン内閣と鋭く対立していた。
これを危惧したバイエルン首相ヨハン・フォン・ルッツらが、グッデンら4人の医師に王を精神病と認定させ、禁治産者にすることを決定したということになっている。この点に関しては議論があるが、少なくとも4人の医師が実際にルートヴィヒを鑑定した記録はなく、証言者の信頼性に乏しい証言や観察をもとに診断書を作成したことは事実であるといわれる。

## 関連作品
- 映画
  - 『ルートヴィヒ2世 - ある王の栄光と没落』（1955年、演：O・W・フィッシャー）
  - 『ルートヴィヒ』（1972年、監督：ルキノ・ヴィスコンティ、演：ヘルムート・バーガー）
  - 『ルードウィッヒ1881』（1993年、演：ヘルムート・バーガー）
  - 『ルートヴィヒ』（2012年、監督：マリー・ノエル、ピーター・ゼアー（ドイツ語版）、演：ザビン・タンブレア）
- 書籍
  - 『うたかたの記』（森鷗外）
  - 『泡沫の記』（久生十蘭）
  - 『赤い氷河期』（松本清張）
  - 『狂王ルートヴィヒ』（ジャン・デ・カール著・三保元訳）
- 小説
  - 「白鳥の騎士」（高野史緒）
- 楽曲
  - 『王様のヨーデル（Der Königsjodler）』（フランツル・ラング）
  - 『ルートヴィヒ2世行進曲』（ゲオルグ・ザイフェルト）
- ミュージカル
  - 〜夢と孤独の果てに〜『ルートヴィヒII世』（宝塚歌劇団・1999年花組公演）
    - 演じた人物
      - 愛華みれ（元花組男役トップスター:本公演）
      - 彩吹真央（元雪組男役スター：新人公演）

  - 『スワンキング』（2022年、脚本・詞・演出：G2、演：橋本良亮）[7]